# Mourad II
Pour les articles homonymes, voir Murad.
Mourad II (turc : II. Murad) (juin 1404 - 3 février 1451) est un sultan ottoman ayant régné à partir de 1421. Son règne comporte une interruption entre 1444 et 1446, où il laisse le pouvoir à son fils Mehmed pour le lui reprendre ensuite. Mehmed le Conquérant lui succède à sa mort en 1451.

## Biographie
Il est le fils de Mehmed Ier et passe son enfance à Amasya. Il accède au trône à environ 17 ans en 1421. C'est un bon orateur qui préfère une vie tranquille à la guerre[réf. nécessaire] qu’il doit néanmoins mener pendant les trente années de son règne.

### Accession au trône

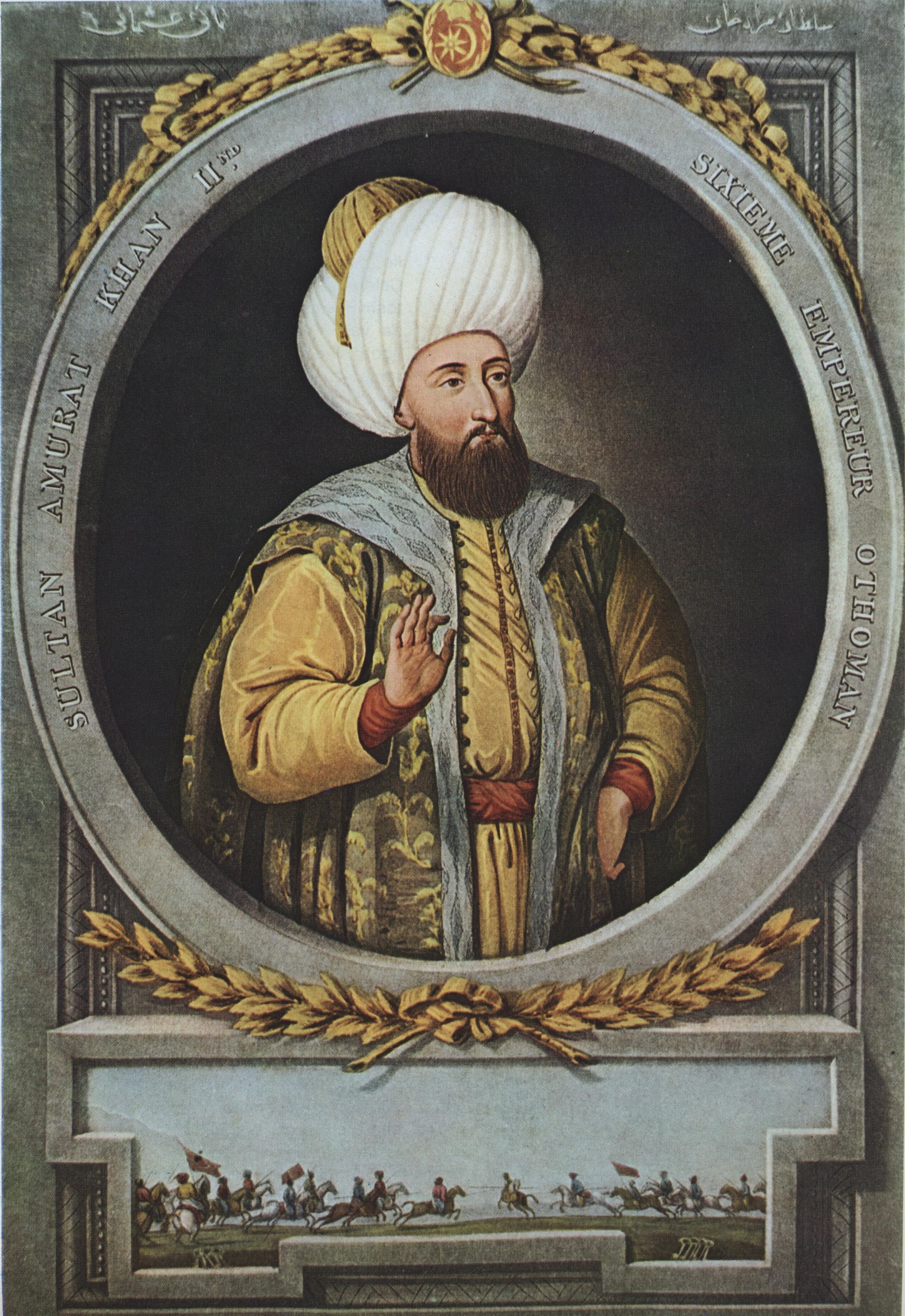
Le sultan Mourad II

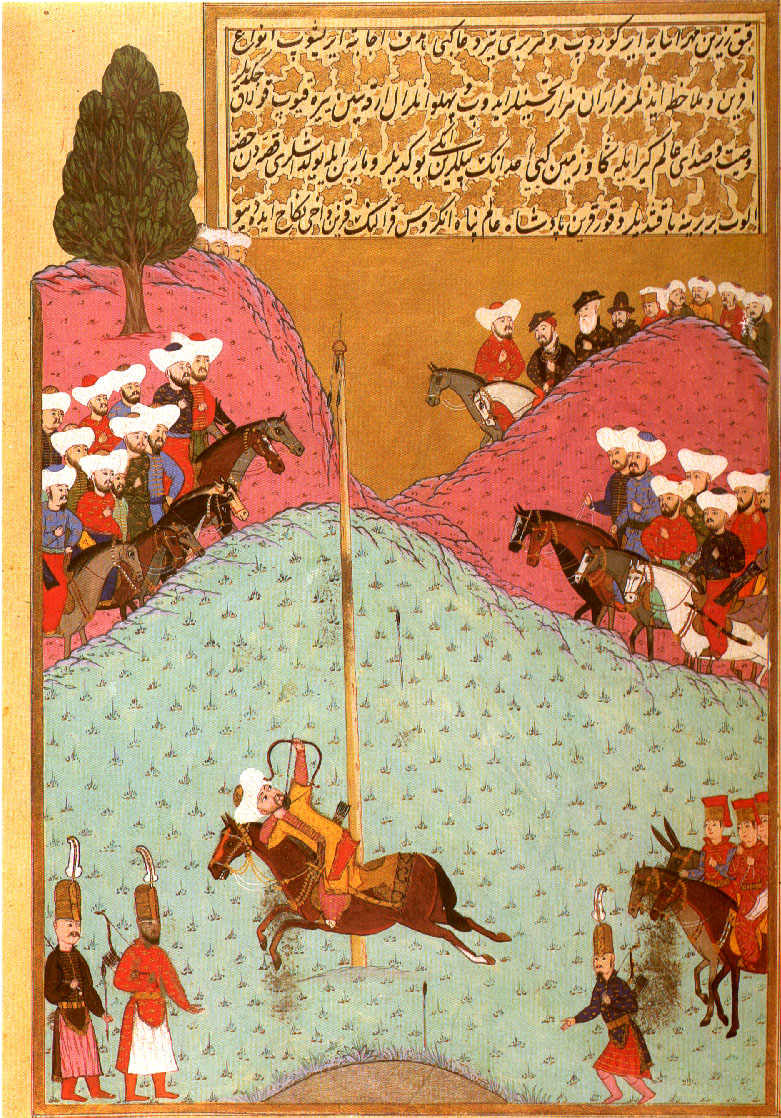
Sultan Murad II à l'entraînement de tir à l'arc, miniature de 1584

Lors de son avènement, il doit s'imposer face à un autre prétendant, Mustafa Çelebi, surnommé Düzmece Mustafa (turc : düzmece fourbe). Ce dernier apparait en 1415 et se prétend un des fils de Bayezid Ier, que l'on croyait mort à la bataille d'Ankara (la question de savoir s'il s'agissait ou non d'un imposteur reste ouverte). Battu par Mehmed Ier, il se réfugie auprès des empereurs de Byzance. À la mort de Mehmed Ier, les Byzantins encouragent Mustafa à engager une guerre civile contre Mourad. Il remporte une première victoire et s'impose en Roumélie, mais est ensuite battu et fait prisonnier dans la province de Brousse puis exécuté pendant l'hiver 1422.

### Siège de Constantinople
Mourad reconstitue une armée ottomane (appelée Azeb) et part mettre le siège devant Constantinople. Toutefois, l'absence de marine et une nouvelle rébellion (celle de son frère Küçük Mustafa) contraint Mourad à abandonner le siège. En représailles, Mourad II s'empare du Péloponnèse et force l’Empereur Manuel II Paléologue à lui payer tribut. Il signe ensuite un traité de paix avec Jean VIII Paléologue.

### Guerre contre Venise et la Serbie
Au cours du siège de Constantinople, certaines cités grecques se sentent en danger et demandent l’aide de Venise. C’est ainsi que des troupes vénitiennes s’installent à Thessalonique.
La flotte ottomane attaqua Thessalonique en 1430, une grande partie de la population est massacrée. Au cours de la prise de la ville, des soldats vénitiens sont tués. Jusque-là les Ottomans et Venise s’étaient plutôt bien entendus, mais Venise considère que ces morts constituaient un casus belli. Après ce siège, Venise s’engage dans des coalitions anti-ottomanes.
Mourad II fait campagne en Serbie et l'annexe en 1439. Il annexe la Thessalie et l’Épire. Après ces conquêtes, l’Albanie accepte la suzeraineté des Ottomans.

### Le règne deMehmedII
À la mort de son fils aîné Alaeddin (1444), Mourad II prend une décision inattendue et se retire en laissant son trône et la résolution de tous les problèmes à son fils Mehmed. Ce changement est annoncé officiellement par l’envoi de lettres aux pays orientaux et occidentaux avec lesquels l’État ottoman est en relation. Le fait qu’un enfant de 13 ans, sans expérience, monte sur le trône constitue une occasion pour les Hongrois, les Serbes et Byzance. Jean Hunyadi (János Hunyadi), prince hongrois, organise avec le soutien de Venise, du pape et de la Pologne, une croisade contre les Turcs. Il est d'abord victorieux. Le jeune sultan Mehmed II écrit à son père la lettre suivante :

« Si vous êtes le sultan, vous devez diriger votre pays dans cette situation difficile. Je vous en prie, venez à la tête de votre armée.
Si je suis le sultan, je vous rappelle que vous devez obéir à mes ordres et je vous ordonne ceci : Prenez la tête de votre armée. »

Mourad II revient à Edirne en tant que commandant provisoire et à condition que son fils Mehmed reste sur le trône. La question du pouvoir demeure un problème épineux entre le père et le fils, Mourad II et Mehmed II. Jean Hunyadi est battu à la bataille de Varna (10 novembre 1444), au cours de laquelle le roi Ladislas III Jagellon de Hongrie est tué. L’été de l’année 1446, Mourad II est contraint de monter pour la deuxième fois sur le trône après une révolte de janissaires.
Il a pour secrétaire Laonique Chalcondyle

### La deuxième bataille de Kosovo

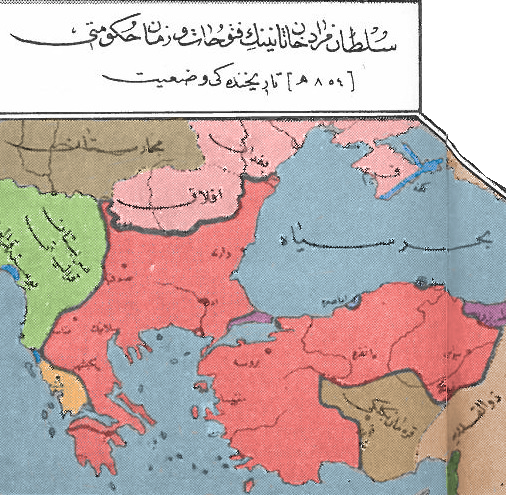
l'Empire ottoman vers la fin du règne de Mourad II.

En 1448, Jean Hunyadi, devenu régent de Hongrie, envahit la Serbie avec une armée composée de Hongrois mais aussi de Valaques, de Polonais et d’Allemands. Arrivé à Kosovo, il affronte les armées ottomanes. La bataille dure trois jours. Le troisième jour les Ottomans feignent une retraite, Jean Hunyadi est pris au piège et doit battre en retraite (19 octobre 1448). Mis à part les princes albanais dirigés par Skanderbeg, tous les peuples des Balkans se trouvent après cette bataille sous l’autorité ottomane.

### Mort
Mourad II meurt le 3 février 1451 à Edirne.

## Unions et postérité
Mourad II a de nombreuses épouses parmi lesquelles en septembre 1435 la princesse serbe Mara Branković (Mara Despina Hatun), qui ne lui assure cependant pas de postérité. De ces autres unions naissent deux filles et six fils : Alaeddin (mort en 1444), Mehmed, Ahmed, Orhan, Hasan, Ahmed.